# Rycerze Sidonii
Rycerze Sidonii (jap. シドニアの騎士 Shidonia no kishi) – manga autorstwa Tsutomu Niheia, publikowana na łamach magazynu „Gekkan Afternoon” wydawnictwa Kōdansha od kwietnia 2009 do września 2015. W Polsce prawa do dystrybucji nabyło wydawnictwo Kotori.
Na podstawie mangi studio Polygon Pictures wyprodukowało serial anime. Pierwszy sezon był emitowany od kwietnia do czerwca 2014, drugi zaś od kwietnia do czerwca 2015. Premiera filmu anime, będącego sequelem serialu odbyła się w czerwcu 2021.

## Fabuła
Historia rozgrywa się w roku 3394, tysiąc lat po zniszczeniu Ziemi przez rasę obcych zwaną Gauna (jap. 奇居子). Nielicznym ocalałym udało się uciec na pokładach kolosalnych statków kosmicznych stworzonych ze szczątków planety. Jednym z nich jest Sidonia, statek który rozwinął swoją własną kulturę, ściśle opartą na kulturze dawnej Japonii, gdzie klonowanie ludzi, rozmnażanie bezpłciowe i inżynieria genetyczna człowieka, są na porządku dziennym. Z populacją liczącą ponad 500 000 ludzi, Sidonia jest prawdopodobnie ostatnią ludzką osadą, ponieważ losy innych statków są nieznane.
Większość mieszkańców od najmłodszych lat jest szkolona w celu zostania pilotami dużych zmechanizowanych broni zwanych Gwardami (jap. 衛人 Morito), aby móc walczyć z zagrożeniem ze strony Gauna.
Historia śledzi losy młodego pilota Nagate Tanikaze, który od urodzenia mieszkał w podziemnej warstwie Sidonii i był wychowywany przez swojego dziadka. Nigdy nie spotkawszy nikogo innego, codziennie szkoli się na starym symulatorze Gwardy, w końcu opanowując go. Po śmierci dziadka wychodzi na powierzchnię w celu poszukiwania jedzenia, jednak przez swoją nieostrożność zostaje złapany i wybrany na jednego z pilotów, akurat w momencie, gdy Sidonia ponownie zostaje zaatakowana przez obcych.

## Bohaterowie
- Nagate Tanikaze (jap. 谷風 長道 Tanikaze Nagate)

Seiyū: Ryōta Ōsaka 
- Shizuka Hoshijiro (jap. 星白 閑 Hoshijiro Shizuka)

Seiyū: Aya Suzaki 
- Izana Shinatose (jap. 科戸瀬 イザナ Shinatose Izana)

Seiyū: Aki Toyosaki 
- Norio Kunato (jap. 岐神 海苔夫 Kunato Norio)

Seiyū: Takahiro Sakurai 
- Yuhata Midorikawa (jap. 緑川 纈 Midorikawa Yuhata)

Seiyū: Hisako Kanemoto 
- Siostry Honoka (jap. 仄姉妹 Honoka-shimai)

Seiyū: Eri Kitamura 
- Kapitan Kobayashi (jap. 小林艦長 Kobayashi-kanchō)

Seiyū: Sayaka Ōhara 
- Ichirō Seii (jap. 勢威 一郎 Seii Ichirō)

Seiyū: Tomohiro Tsuboi 
- Ochiai (jap. 落合)

Seiyū: Takehito Koyasu 
- Lala Hiyama (jap. ヒ山 ララァ Hiyama Rarā)

Seiyū: Satomi Arai 
- Ittan Samari (jap. サマリ イッタン Samari Ittan)

Seiyū: Atsuko Tanaka 
- Eiko Yamano (jap. 山野 栄子 Yamano Eiko)

Seiyū: Nanako Mori 
- Sasaki (jap. 佐々木)

Seiyū: Takako Honda 
- Kōichi Tsuruuchi  (jap. 弦打 攻市 Tsuruuchi Kōichi)

Seiyū: Kōsuke Toriumi 
- Mozuku Kunato (jap. 岐神 海蘊 Kunato Mozuku)

Seiyū: Ayane Sakura 
- Shinsuke Tanba (jap. 丹波 新輔 Tanba Shinsuke)

Seiyū: Osamu Saka 

## Manga
Seira ukazywała się w magazynie „Gekkan Afternoon” wydawnictwa Kōdansha od 25 kwietnia 2009 do 25 września 2015. Została również opublikowana w 15 tankōbonach, wydanych między 23 września 2009 a 20 listopada 2015.
W Polsce manga ukazała się nakładem wydawnictwa Kotori.
| Nr | Język japoński       | Język japoński         | Język polski     | Język polski           |
| Nr | Data wydania         | ISBN                   | Data wydania     | ISBN                   |
| -- | -------------------- | ---------------------- | ---------------- | ---------------------- |
| 1  | 23 września 2009     | ISBN 978-4-06-314597-7 | kwiecień 2016    | ISBN 978-83-63650-78-0 |
| 2  | 23 lutego 2010       | ISBN 978-4-06-310633-6 | lipiec 2016      | ISBN 978-83-63650-86-5 |
| 3  | 23 lipca 2010        | ISBN 978-4-06-310680-0 | październik 2016 | ISBN 978-83-63650-90-2 |
| 4  | 22 grudnia 2010      | ISBN 978-4-06-310716-6 | grudzień 2016    | ISBN 978-83-65722-00-3 |
| 5  | 23 maja 2011         | ISBN 978-4-06-310753-1 | marzec 2017      | ISBN 978-83-65722-15-7 |
| 6  | 21 października 2011 | ISBN 978-4-06-310783-8 | sierpień 2017    | ISBN 978-83-65722-25-6 |
| 7  | 23 marca 2012        | ISBN 978-4-06-387812-7 | listopad 2017    | ISBN 978-83-65722-41-6 |
| 8  | 23 lipca 2012        | ISBN 978-4-06-387833-2 | styczeń 2018     | ISBN 978-83-65722-55-3 |
| 9  | 21 grudnia 2012      | ISBN 978-4-06-387853-0 | luty 2018        | ISBN 978-83-65722-56-0 |
| 10 | 23 maja 2013         | ISBN 978-4-06-387886-8 | maj 2018         | ISBN 978-83-65722-76-8 |
| 11 | 23 października 2013 | ISBN 978-4-06-387928-5 | czerwiec 2018    | ISBN 978-83-65722-45-4 |
| 12 | 20 marca 2014        | ISBN 978-4-06-387965-0 | wrzesień 2018    | ISBN 978-83-66132-00-9 |
| 13 | 22 sierpnia 2014     | ISBN 978-4-06-387991-9 | listopad 2018    | ISBN 978-83-66132-12-2 |
| 14 | 23 lutego 2015       | ISBN 978-4-06-388033-5 | styczeń 2019     | ISBN 978-83-66132-13-9 |
| 15 | 20 listopada 2015    | ISBN 978-4-06-388102-8 | marzec 2019      | ISBN 978-83-66132-14-6 |

## Anime
Adaptacja w formie telewizyjnego serialu anime została wyprodukowana przez studio Polygon Pictures. Była emitowana od 10 kwietnia do 26 czerwca 2014 w stacji MBS, a później również w TBS, CBC i BS-TBS. Została wyreżyserowana przez Kōbuna Shizuno i Hiroyukiego Seshitę, scenariusz napisał Sadayuki Murai, postacie zaś zaprojektował Yuki Moriyama. Od 4 lipca 2014 seria była również dostępna na platformie Netflix, stając się pierwszym oryginalnym serialem anime w serwisie. Drugi sezon był emitowany od 10 kwietnia do 26 czerwca 2015, natomiast w serwisie Netflix ukazał się 3 lipca tego samego roku. W lipcu 2021 Funimation ogłosiło, że odkupiło od Netflixa prawa do transmisji obu sezonów.

### Ścieżka dźwiękowa
| Nr             | Tytuł                                 | Wykonawcy    | Źródło   |
| Czołówka       | Czołówka                              | Czołówka     | Czołówka |
| -------------- | ------------------------------------- | ------------ | -------- |
| 1              | „Sidonia”                             | Angela       | [ 32 ]   |
| 2              | „Kishi kōshinkyoku” (jap. 騎士行進曲) | Angela       | [ 33 ]   |
| Napisy końcowe |                                       |              |          |
| 1              | „Tenohira” (jap. 掌)                  | Eri Kitamura | [ 34 ]   |
| 2              | „Requiem”                             | CustomiZ     | [ 33 ]   |

### Lista odcinków

#### Sezon 1
| №  | #  | Tytuł                        | Premiera         |
| -- | -- | ---------------------------- | ---------------- |
| 1  | 1  | Początek Uijin (初陣)        | 10 kwietnia 2014 |
| 2  | 2  | Niepamięć Hoshizora (星空)   | 17 kwietnia 2014 |
| 3  | 3  | Chwała Eikō (栄光)           | 24 kwietnia 2014 |
| 4  | 4  | Poświęcenie Sentaku (選択)   | 2 maja 2014      |
| 5  | 5  | Dryfujący Hyōryū (漂流)      | 9 maja 2014      |
| 6  | 6  | Pozdrowienia Keirei (敬礼)   | 16 maja 2014     |
| 7  | 7  | Determinacja Kakugo (覚悟)   | 23 maja 2014     |
| 8  | 8  | Nieśmiertelność Fushi (不死) | 30 maja 2014     |
| 9  | 9  | Empatia Manazashi (眼差)     | 6 czerwca 2014   |
| 10 | 10 | Decyzje Ketsui (決意)        | 13 czerwca 2014  |
| 11 | 11 | Kolizja Shōtosu (衝突)       | 20 czerwca 2014  |
| 12 | 12 | Dom Kikan (帰艦)             | 27 czerwca 2014  |

#### Sezon 2
| №  | #  | Tytuł                    | Premiera         |
| -- | -- | ------------------------ | ---------------- |
| 13 | 1  | Konflikt Kattō (葛藤)    | 10 kwietnia 2015 |
| 14 | 2  | Zdolność Nōryoku (能力)  | 17 kwietnia 2015 |
| 15 | 3  | Kurs Shinro (針路)       | 24 kwietnia 2015 |
| 16 | 4  | Szał Gekikō (激昂)       | 1 maja 2015      |
| 17 | 5  | Nadzieja Ganbō (願望)    | 8 maja 2015      |
| 18 | 6  | Konfrontacja Kidō (起動) | 15 maja 2015     |
| 19 | 7  | Huk Meidō (鳴動)         | 22 maja 2015     |
| 20 | 8  | Spotkanie Saikai (再会)  | 29 maja 2015     |
| 21 | 9  | Misja Ninmu (任務)       | 5 czerwca 2015   |
| 22 | 10 | Wejście Shinnyū (進入)   | 12 czerwca 2015  |
| 23 | 11 | Starcie Kaikō (邂逅)     | 19 czerwca 2015  |
| 24 | 12 | Bitwa Kessen (決戦)      | 26 czerwca 2015  |

## Filmy kinowe
Film kompilacyjny obejmujący wydarzenia z pierwszego sezonu z dodatkowymi scenami i zmienionymi efektami dźwiękowymi został wydany 6 marca 2015.
Film, stanowiący sequel drugiego sezonu anime, zatytułowany Sidonia no kishi: Ai tsumugu hoshi, został zapowiedziany 3 lipca 2020. Został wyreżyserowany przez Hiroyukiego Seshitę i Tadahiro Yoshihirę. Za produkcję ponownie odpowiedzialne było studio Polygon Pictures, za scenariusz zaś Sadayuki Murai i Tetsuya Yamada. Muzykę skomponował Shūji Katayama. Reszta personelu i obsady powróciła, by ponownie wcielić się w swoje role. Pierwsze 4 minuty filmu zostały pokazane przedpremierowo 28 kwietnia 2021 w serwisie YouTube. Premiera była zaplanowana na 14 maja 2021, jednak została opóźniona do 4 czerwca z powodu pandemii COVID-19.